# Effetto carrozzone

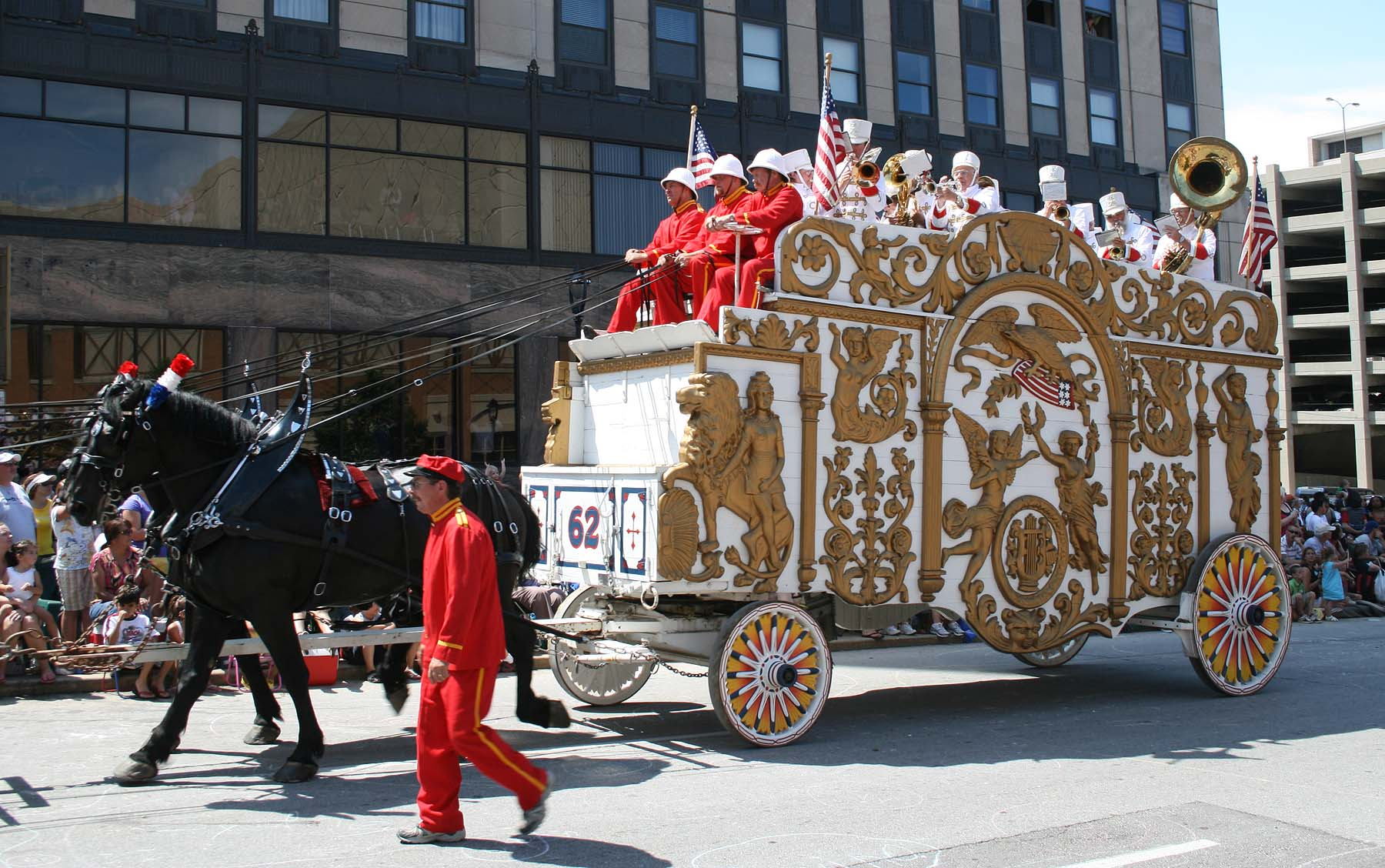
La banda sul carro da parata

L'effetto carrozzone o effetto bandwagon (in inglese bandwagon effect) è il fenomeno secondo cui le persone spesso compiono alcuni atti o credono in alcune cose solo perché la maggioranza della gente crede o fa quelle stesse cose.

## Descrizione
Ci si riferisce spesso in senso dispregiativo a questo effetto chiamandolo «istinto del gregge», in particolare riferendosi agli adolescenti. Si può dunque dire che c'è una tendenza nella gente a seguire la folla. L'effetto carrozzone è alla base del successo di quelle argomentazioni basate esclusivamente su opinioni molto diffuse (argumentum ad populum).
In senso letterale il termine inglese bandwagon indica il carro che trasporta la banda musicale in una parata. Salire sul carro della banda è dunque attraente poiché permette di ascoltare la musica senza dover camminare. L'espressione "jump on the bandwagon" viene dunque usata nell'accezione di "unirsi a una tendenza sempre più diffusa".

## In politica
Questo effetto può anche essere osservato nelle elezioni: alcuni tendono a votare quei candidati che hanno maggiori possibilità di successo, o che vengono dipinti come tali dai media: questo comportamento aumenta la probabilità di trovarsi, a elezioni concluse, dalla parte giusta, quella del "vincitore" (da cui l'espressione analoga di "salire sul carro del vincitore" per le aggregazioni a posteriori una volta noto l'esito elettorale). È per questo motivo che le agenzie che si occupano di sondaggi politici vengono spesso accusate di mostrare per un candidato (quello a cui l'agenzia è politicamente legata) un consenso più alto di quello effettivamente rilevato nella popolazione.

## In economia
In microeconomia l'effetto carrozzone definisce un'interazione tra la domanda e le preferenze degli acquirenti. L'effetto sorge quando l'interesse delle persone nei confronti di un certo bene aumenta all'aumentare del numero di persone che acquistano quello stesso bene. Quest'interazione è potenzialmente in grado di turbare i normali risultati della teoria della domanda e dell'offerta, secondo la quale i consumatori prendono decisioni esclusivamente sulla base del prezzo e dei loro gusti personali.

## Nella ricerca scientifica
Nelle scienze l'effetto carrozzone si verifica quando alcuni scienziati, dopo aver sperimentato risultati che si discostano considerevolmente dalle teorie comunemente accettate, si autocensurano uniformandosi alle posizioni ufficiali.